# Cosimo Petraroli
Cosimo Petraroli (Turin, 10 mai 1978) est un homme politique italien.

## Biographie
En 2013, il est élu député de la circonscription Lombardie 2 pour le Mouvement 5 étoiles.